# Portuarios
Portuarios es un barrio de la parroquia de Jove, en el municipio de Gijón, Principado de Asturias (España), creado a mediados del siglo XX para dar alojamiento a los trabajadores del puerto de El Musel. Tiene en sus cercanías el poblado de Pescadores.
Tiene una pequeña población. En tiempos pasados, sus habitantes eran exclusivamente trabajadores del puerto. Actualmente, su población está formada por jubilados del puerto de El Musel, jóvenes y trabajadores inmigrantes.
En los últimos tiempos, el barrio ha mejorado en lo relativo a comunicaciones e infraestructuras, aunque desde la Asociación de Vecinos se solicitan más mejoras al consistorio gijonés.
Celebra la festividad de Nuestra Señora del Carmen durante la primera semana del mes de julio.
- Datos: Q6083244